# Walter Stuch
Walter Stuch (* 10. November 1937) ist ein ehemaliger deutscher Badmintonspieler. 

## Karriere
Walter Stuch gewann 1958 bei den deutschen Meisterschaften die Herreneinzelkonkurrenz. 1959, 1960 und 1961 wurde er deutscher Mannschaftsmeister mit dem 1. DBC Bonn. 1960 und 1962 gewann er noch einmal Bronze im Herreneinzel.

## Sportliche Erfolge
| Saison    | Veranstaltung                     | Disziplin    | Platz | Name |
| --------- | --------------------------------- | ------------ | ----- | --- |
| 1957/1958 | Deutsche Einzelmeisterschaft      | Herreneinzel | 1     | Walter Stuch (1. DBC Bonn) |
| 1958/1959 | Deutsche Mannschaftsmeisterschaft | Mannschaft   | 1     | 1. DBC Bonn (Günter Ropertz, Walter Stuch, Ralf Caspary, Kurt Hennes, Luise Schmitz, Gunhild Scholz)                                               |
| 1959/1960 | Deutsche Mannschaftsmeisterschaft | Mannschaft   | 1     | 1. DBC Bonn (Ralf Caspary, Walter Stuch, Kurt Hennes, Jap Tjiang Beng, Günter Ropertz, Luise Schmitz, Gunhild Scholz, Ute Harlos, Marlies Caspary) |
| 1959/1960 | Deutsche Einzelmeisterschaft      | Herreneinzel | 3     | Walter Stuch (1. DBC Bonn) |
| 1960/1961 | Deutsche Mannschaftsmeisterschaft | Mannschaft   | 1     | 1. DBC Bonn (Ralf Caspary, Walter Stuch, Kurt Hennes, Jap Tjiang Beng, Günter Ropertz, Luise Schmitz, Gunhild Scholz, Ute Harlos, Marlies Caspary) |
| 1961/1962 | Westdeutsche Einzelmeisterschaft  | Herreneinzel | 1     | Walter Stuch (1. BC Beuel) |
| 1961/1962 | Deutsche Einzelmeisterschaft      | Herreneinzel | 3     | Walter Stuch (1. BC Beuel) |
| 1962/1963 | Westdeutsche Einzelmeisterschaft  | Herreneinzel | 1     | Walter Stuch (1. BC Beuel) |
| 1963/1964 | Deutsche Mannschaftsmeisterschaft | Mannschaft   | 3     | 1. BC Beuel (Karl Breitkopf, Toni Krämer, Walter Stuch, Paul Rolef, Lore Hawig, Luise Schmitz)                                                     |